# Módulo de Controlo Interno

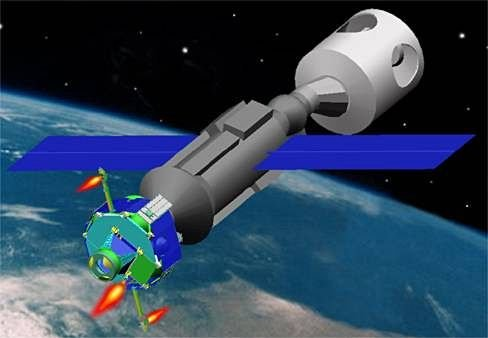
Módulo de Controlo Interno da ISS (Marinha dos EUA)

O Módulo de Controlo Interno (ICM - Interim Control Module) é um módulo da Estação Espacial Internacional desenvolvido pela NASA como um reboque temporário para o caso do módulo Zvezda ser destruído ou não ser lançado durante um largo período de tempo. Deriva do Titan Launch Dispenser que era utilizado para distribuir satélites de reconhecimento para diferentes órbitas. Estaria apto a prolongar o tempo de vida do módulo Zarya providenciando uma capacidade de propulsão equivalente ao módulo de serviço, embora sem sistemas de suporte à vida.